# بازیلیکای نتردام (مونترآل)
بازیلیکای نُتِردام مونترآل (به فرانسوی: Basilique Notre-Dame de Montréal) بازیلیکایی کاتولیک در شهر مونترآل، کانادا است. بازیلیکای نوتردام در سال ۱۸۲۳ میلادی، با معماری نئوگوتیک در خیابان نوتردام در بخش مونترآل قدیم بنا شد. این کلیسا امروزه یکی از لندمارک‌های مونترآل محسوب می‌شود.

## نگارخانه

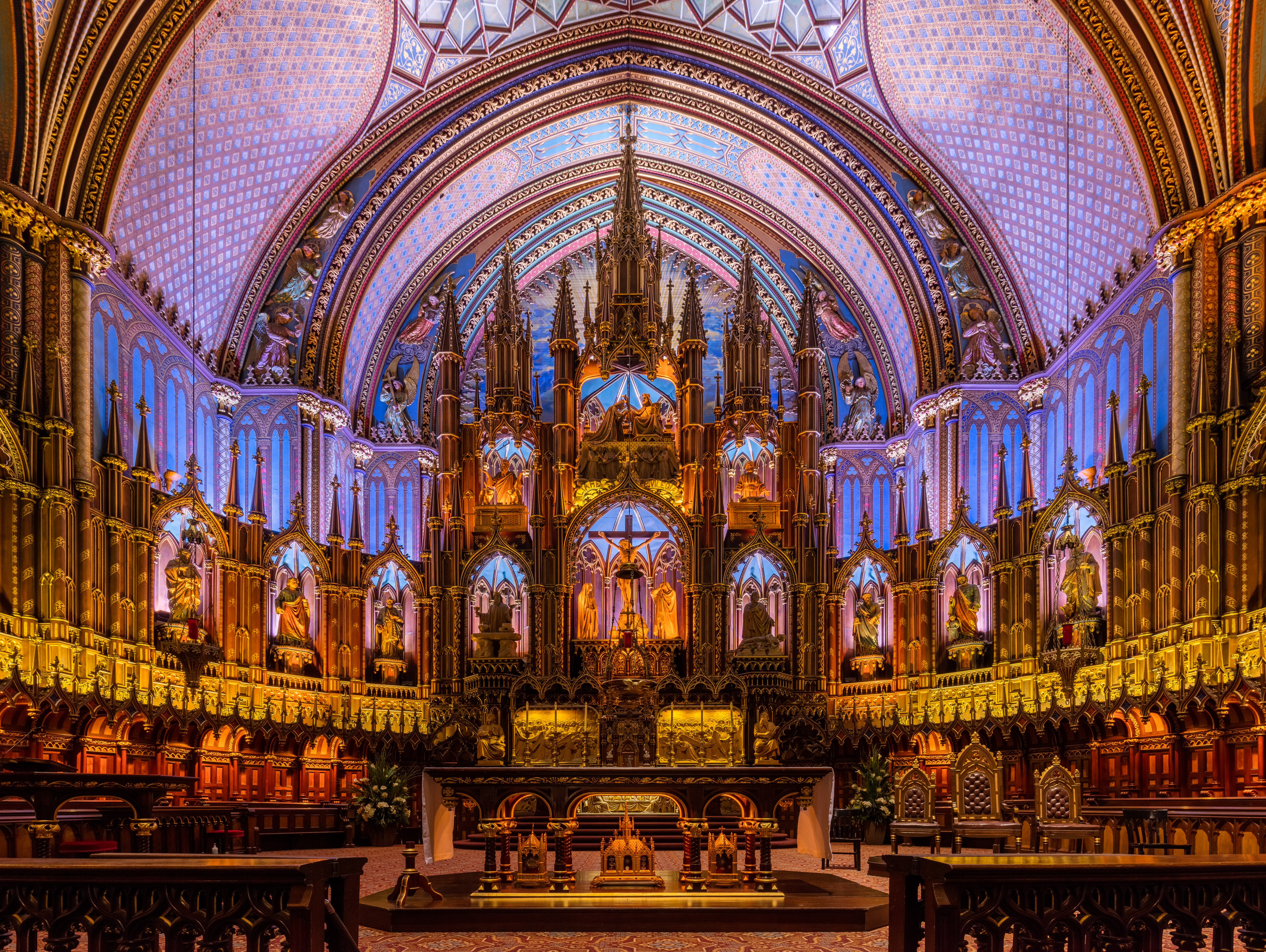
محراب بازیلیکا
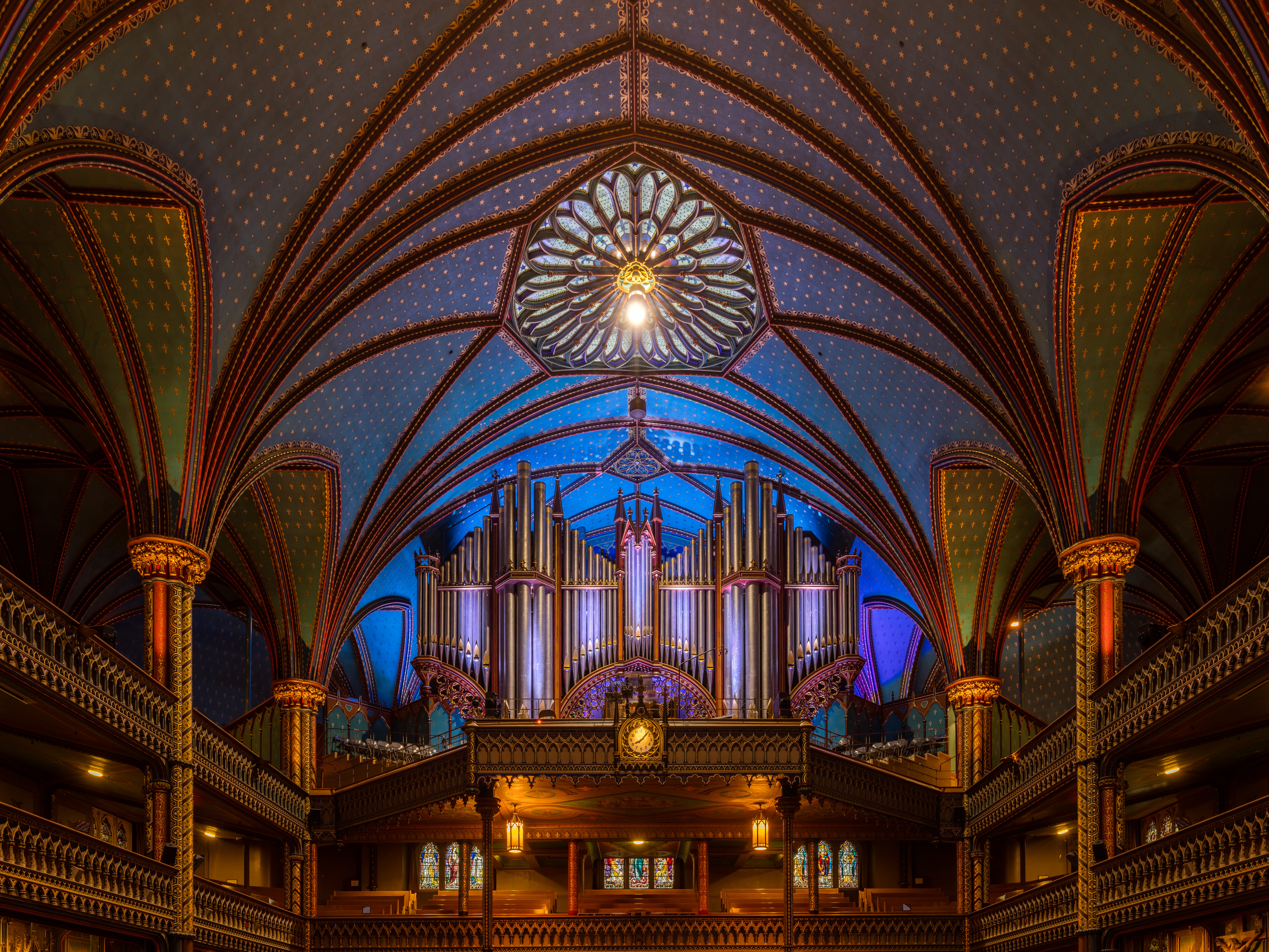
اُرگ بادی و سقف گنبدمانند
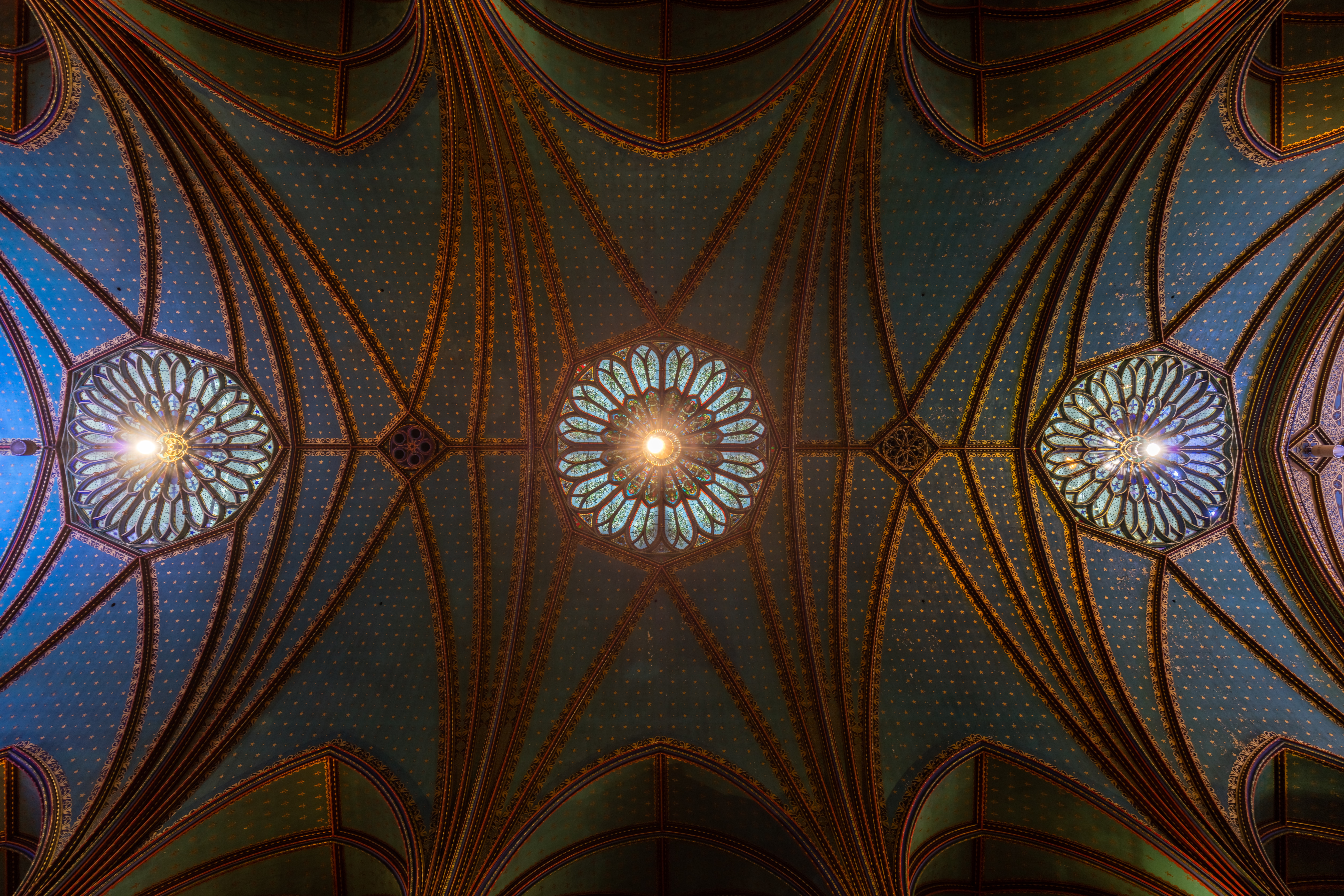
سقف قوسی بازیلیکای نوتردام
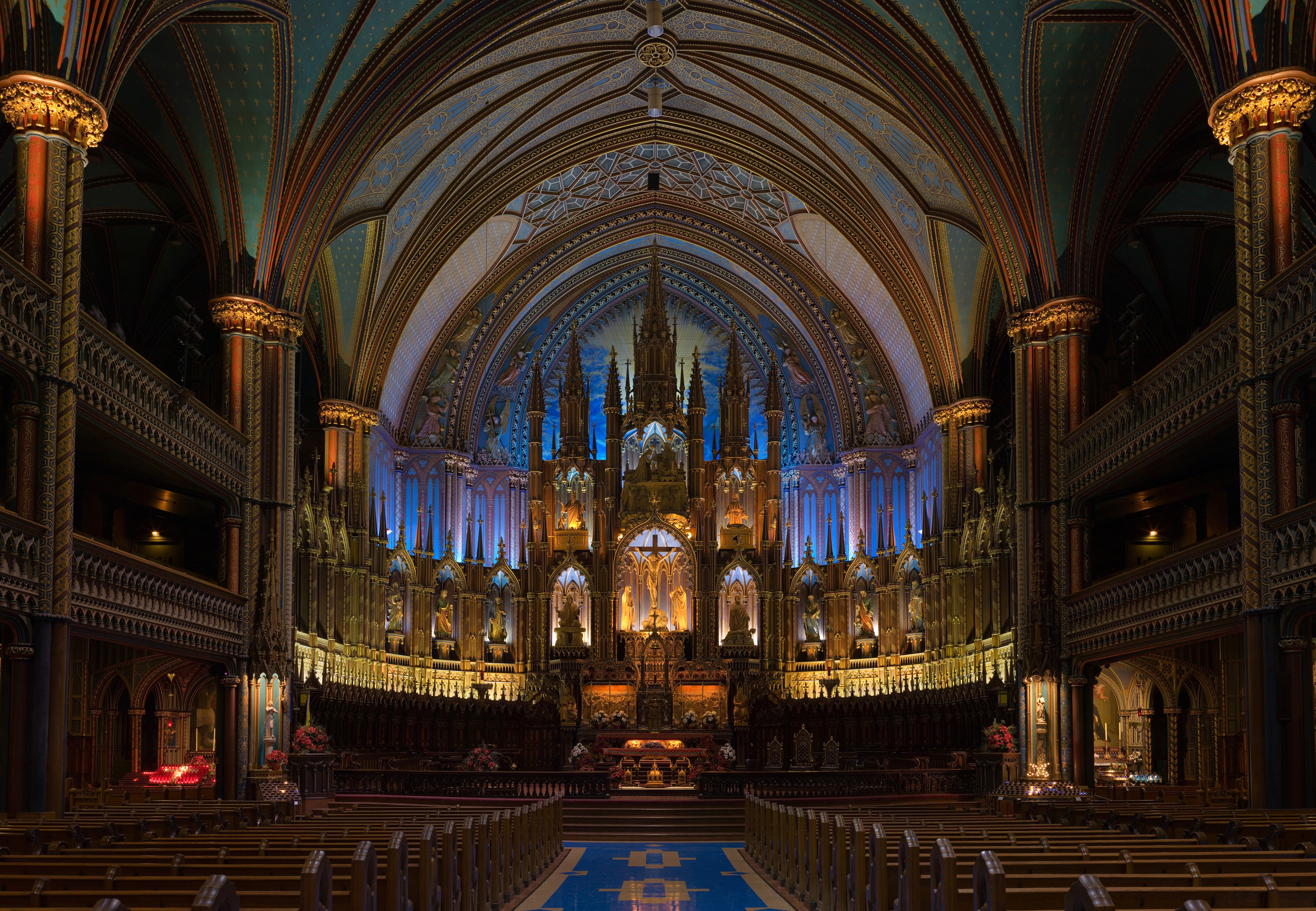
نمای داخلی بازیلیکا
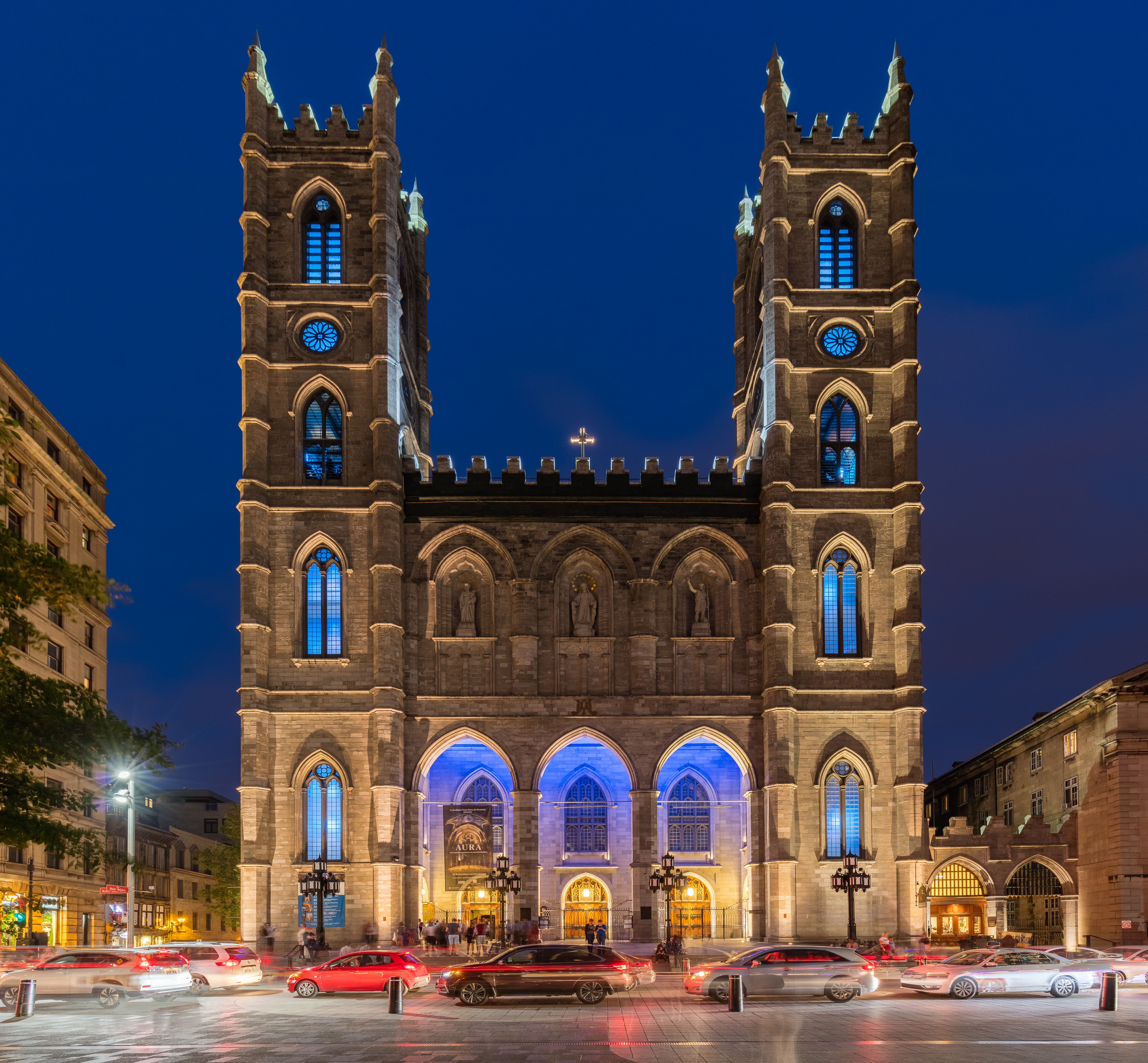
نمایی خارجی از بازیلیکای نوتردام
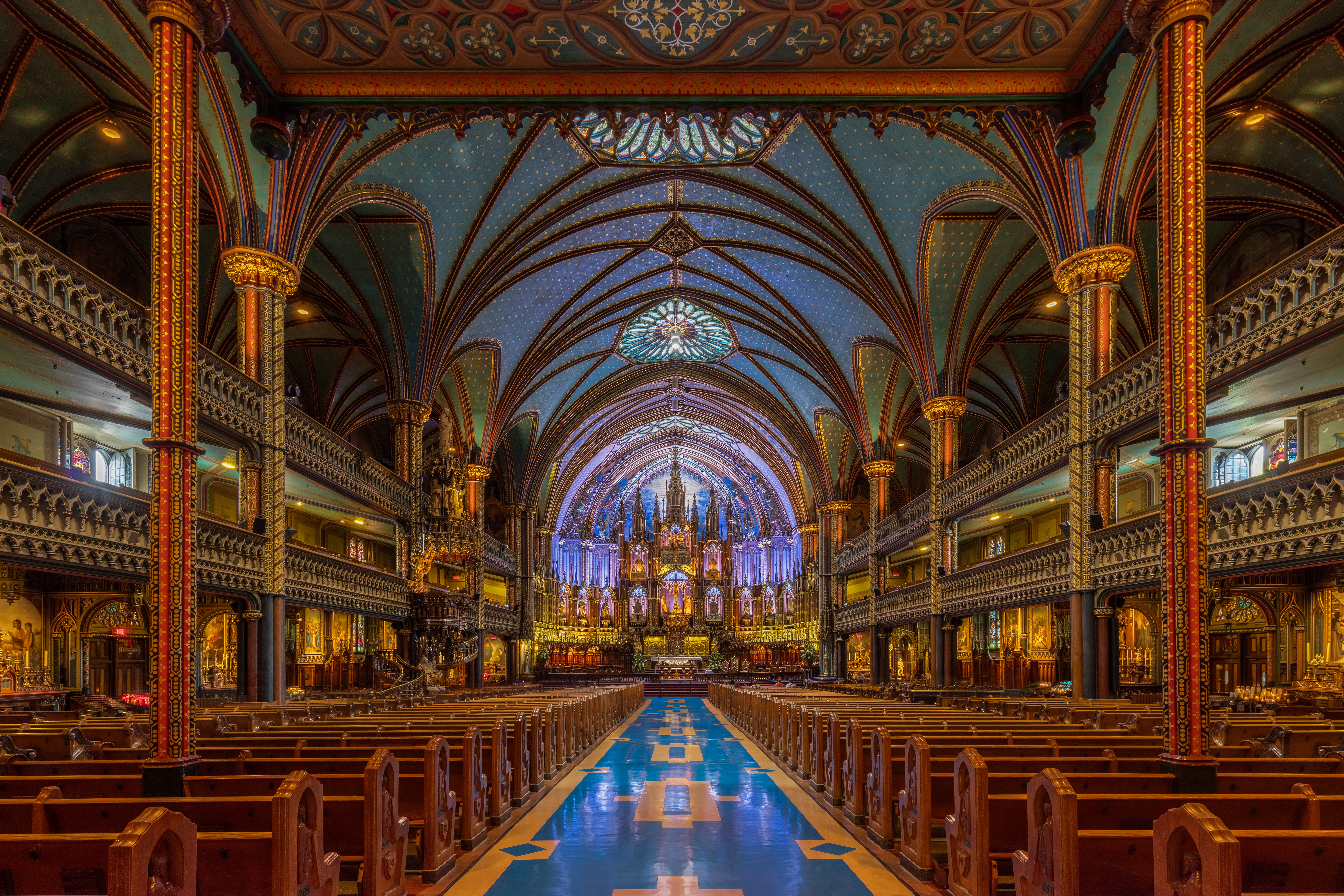
نمایی داخلی از بازیلیکا